# Ле-Шен (кантон)
Ле-Шен (фр. Le Chesne) — кантон во Франции, находится в регионе Шампань — Арденны, департамент Арденны. Входит в состав округа Вузье.
Код INSEE кантона — 0808. Всего в кантон Ле-Шен входит 17 коммун, из них главной коммуной является Ле-Шен.

## Коммуны кантона
| Коммуна                    | Население, чел. (1999) | Почтовый индекс | Код INSEE |
| -------------------------- | ---------------------- | --------------- | --------- |
| Бельвиль-э-Шатийон-сюр-Бар | 327                    | 08240           | 08057     |
| Бриёль-сюр-Бар             | 202                    | 08240           | 08085     |
| Бульт-о-Буа                | 148                    | 08240           | 08075     |
| Верьер                     | 31                     | 08390           | 08471     |
| Жермон                     | 35                     | 08240           | 08186     |
| Лез-Аллё                   | 63                     | 08400           | 08007     |
| Ле-Гранд-Армуаз            | 41                     | 08390           | 08019     |
| Ле-Петит-Армуаз            | 58                     | 08390           | 08020     |
| Ле-Шен                     | 939                    | 08390           | 08116     |
| Луверньи                   | 75                     | 08390           | 08261     |
| Монгон                     | 97                     | 08390           | 08301     |
| Нуарваль                   | 27                     | 08400           | 08325     |
| От                         | 94                     | 08240           | 08033     |
| Отрюш                      | 44                     | 08240           | 08035     |
| Си                         | 45                     | 08390           | 08434     |
| Совиль                     | 189                    | 08390           | 08405     |
| Танне                      | 149                    | 08390           | 08439     |

## Население
Население кантона на 1999 год составляло 2 564 человека.
| 1962  | 1968  | 1975  | 1982  | 1990  | 1999  | 2006 | 2007 | 2008 |
| ----- | ----- | ----- | ----- | ----- | ----- | ---- | ---- | ---- |
| 3 097 | 3 341 | 3 010 | 2 794 | 2 629 | 2 564 | —    | —    | —    |